# Great Breweries Marathon
Great Breweries Marathon is een loopwedstrijd van 42,195 km met start en aankomst in Breendonk. Het parcours bestaat uit verharde en onverharde stukken en loopt door drie brouwerijen. Lopers krijgen na de wedstrijd een bierpakket van de brouwerijen waar ze doorheen zijn gelopen. Tijdens de derde editie in 2018 finishten 565 lopers op de marathon en 1545 lopers op de 25 km. Daarmee is het de zevende grootste marathon van België (zie: Lijst van marathons in België).

## Uitslagen
| Jaar         | Snelste man         | Land   | Tijd    | Snelste vrouw      | Land                | Tijd    |
| ------------ | ------------------- | ------ | ------- | ------------------ | ------------------- | ------- |
| 5 mei 2024   | Stan De Vleminck    | België | 2:28:14 | Els Van Moer       | België              | 3:18:19 |
| 7 mei 2023   | Hans Van Den Heuvel | België | 2:34.20 | Ilse De Bent       | België              | 3:14.34 |
| 8 mei 2022   | Jurgen Huybrechts   | België | 2:42.07 | Astrid Van Cleef   | België              | 3:10.56 |
| 13 mei 2019  | Stan De Vleminck    | België | 2:33.58 | Irma Vrignaud      | België              | 3:21.02 |
| 3 juni 2018  | Nid Rumphakwaen     | België | 2:46.38 | Murielle De Winter | België              | 3:04.42 |
| 18 juni 2017 | Tommy Van Weverberg | België | 2:50.22 | Murielle De Winter | België              | 3:11.47 |
| 5 juni 2016  | Stan De Vleminck    | België | 2:36.20 | Juliet Champion    | Verenigd Koninkrijk | 3:01.12 |

## Finishers
| Jaar | Marathon | 25 km |
| ---- | -------- | ----- |
| 2024 | 709      |       |
| 2023 | 585      | 1248  |
| 2022 | 624      | 1130  |
| 2019 | 568      | 1616  |
| 2018 | 565      | 1545  |
| 2017 | 825      | 2234  |
| 2016 | 935      | 2240  |